# 純信
純信（じゅんしん、文政2年10月10日〈1819年11月27日〉 - 明治21年〈1888年〉）は、日本の僧侶。出家の身で女性と駆け落ちしたエピソードで知られる。

## 生涯
純信（幼名：要（かなめ））は、文政2年（1819年）、土佐国高岡郡戸波郷市野々村で佐川家家臣の5人兄弟の長男として生まれた。父は深川家の道中警備役だった。殿様が佐川の地から高知へ行列をしていくときの露払い役をしていて、行列を妨げる非礼者を切り捨てる役だった。父はその無礼討ちをしたものの霊を慰めるため要と末子の正静を寺に預け僧侶にした。純信は、9歳で京都に上って東寺で修行に励み、24歳の時に、帰国して、30歳の時に五台山竹林寺脇坊妙高寺の住職を命じられた。住職をしていた37歳のとき、鋳掛屋の娘で20歳年下の大野馬と禁断の恋をする。
馬が16歳の時、母が竹林寺の洗濯の仕事をしていたので、同行するようになった。その脇寺の妙高寺にも寄り、当初、弟子の慶全と親しくなった。その時、慶全は23歳の小柄で色白な小坊さんだった。当時慶全は、お徳という10歳以上年上の後家さんに通っていたが、お馬の美しさに惹かれていった。その後、お徳がお馬のことを知り、お馬に怒鳴り込み、お馬は慶全を避けるようになった。そして、純信に惹かれるようになっていった。
慶全はお馬の気を引くため、はりまや橋の橘屋でかんざしを買って、お馬にプレゼントしようとしたが、お馬は受け取らなかった。受け取るということは、結婚を承諾することを意味するのであった。
その後も、お馬は純信の元に頻繁に通うようになり、次第に深い関係になっていった。傷心の慶全は、純信とお馬のことを町人に言いふらしてまわった。やがて、そのことが、本山にも知られるようになり、二人は、駆け落ちをして、京都を目指すことにした。
当時の純信は37歳、馬は17歳。真言宗の僧侶は妻帯が禁止されていたが、安政2年（1855年）5月19日深夜、馬と駆け落ちして笹口番所（笹番所）の裏道から阿波に入り、讃岐琴平の旅籠に泊まっていたところ、関所破りで捕まる。同年9月、高知城下の晒し場で面晒しの刑を受け、国外追放になる。
純信は伊予国宇摩郡川之江（現・四国中央市）の川村亀吉の庇護のもと寺子屋で教えていたが、亀吉の死後にはその地を離れ、晩年は浮穴郡東川（現・久万高原町）で慶翁徳念和尚（俗名・中田与吉）を名乗って生活し、後に結婚。一男一女を儲け、明治21年（1888年）、69歳で死去した。

## お馬のその後
お馬は安田村の旅館に奉公していたが、追ってきた純信とのことが原因で須崎へ追われ、庄屋預りの身になる。その後、あまたの求婚者の中で、庄屋の目にかなった9歳年上の大工の寺崎米之助と結婚。二男二女に恵まれた。お馬が20歳の時に生まれた長男の徳太郎が陸軍御用大工になったことを機に一家で上京し、滝野川に移り住んだ。次男は役場に勤め、長女はお寺の人と結婚。晩年は普通の一般人と同じような暮らしぶりであった。そして、明治36年（1903年）12月15日に66歳で死去した。墓は、西福寺にある。
慶全はその後柏島に戻り、内妻と暮らしたが、子はなさなかった。そして、明治14年（1881年）50歳で死去。墓は、護念寺の寺内に一人墓としてある。

## 備考
- 馬との話は浄瑠璃となり、流行した。
- 土佐市市野々にある純信堂には、純信の歌碑が建立されている。
- 東京都北区豊島の三縁山・西福寺境内に、お馬塚が建立されている。

## 関連書籍
- 土佐文雄『純信お馬 よさこい情話』高知新聞社<Koshin books>、1991年
- 岩崎義郎『追跡! 純信お馬 駆け落ち百五十年』高知新聞社、2005年、ISBN 978-4875033615
- 滝月生（編）『高知播磨屋橋恋の簪の実話 五台山妙高寺僧純信鋳掛屋於馬の事』渭北迂士、1936年（リンク先は国立国会図書館デジタルコレクション）